# 学校用務員
学校用務員（がっこうようむいん、英: school janitor）は、学校で環境の整備などの用務に従事する職員。旧制度では使丁（してい）・給仕と称された。俗に「小使い」「小使いさん」などと呼ばれたが、現在では「差別的」であるとされ使われない。
自治体によっては、「学校技術員」など、別の職種名を使用する例がある。

## 概要
学校用務員に関する規定は、学校教育法施行規則（昭和22年文部省令第11号）にあり、「学校用務員は、学校の環境の整備その他の用務に従事する。」（同施行規則第65条）とされている。
学校教育法（昭和22年法律第26号）に、学校には、必要な職員を置くことができることが定められている。学校用務員は、全ての学校に必ず置かなければならない職員（必置職員）ではないが、各学校において必要な職員とされる場合は、学校用務員を置くことができる。
学校用務員に関する規定については、学校教育法施行規則の第49条で原文が定められ、同施行規則の第55条、第65条第1項、第65条の10第1項、第73条の16第1項、第77条で、第49条が準用されている。以上により、小学校、中学校、高等学校、中等教育学校、特別支援学校、幼稚園の学校用務員については、法令上の定義が明確となっている。
1980年代前半までは、学校用務員が校舎内の専用室や学校構内の一角に設置された住居で、住み込みで働くのが一般的だった。その場合、学校用務員の本人だけではなく、家族（あるいは夫婦）単位で住む例も多かった。施設の管理や小規模な営繕、学校内で出るごみの焼却処理などの他、深夜の校舎の巡回、忘れ物を取りに来た幼児・児童・生徒や保護者への対応も行った。しかし、機械警備が普及したため、かつてのような住み込みの学校用務員は、公立の学校ではほぼ完全に姿を消している。私立校でもごくわずかに見られる程度である。
近年では、校務員、学校主事、技能員、管理作業員、スクールヘルパーなどへの改名も行われている。学校用務員の実際の業務は、ごく少人数で学校全体の諸事に携わることから、多岐に渡る技術が要求され、およそ簡素単純な業務に留まるものではない。また、その内容も時代の流れに応じて変化しており、それに対応する事も要求される。
ちなみに、時代と共に変化した用務員の業務内容としては、代表的なものにごみの処理がある。かつては校内から出たごみは、用務員が管理する校内の焼却炉で焼却処分していたが、現在では小型焼却炉のダイオキシン発生などの諸問題の影響から学校用焼却炉の撤去が進められ、学校内での焼却はほとんど行われなくなった。ただし、ごみ処理そのものについては現在でも用務員の業務の一つである事に変わりなく、現在では焼却に代わって生徒たちが分別して所定の保管場所に持ち込んだごみについて、ごみ収集車が来るまで管理するという作業内容になっている。主に中学校・高校だが、荒れた時期の修繕業務は、肉体精神の強靭さを求められる。昨今の教員不足もあって、環境教育等での体験学習、総合学習等において教員と共に指導者として携わるなど、様々な仕事を全うしている。

## 公立学校における学校用務員
市町村立の学校の学校用務員は、都道府県費負担教職員（都道府県の教育委員会が採用・任命する教育職員・学校事務職員・学校栄養職員）ではなく、市町村の現業職員である。また、東京都の特別区が設置する学校の学校用務員は、東京23区全体の職員である。都道府県が設置する学校の学校用務員は、都道府県の教育委員会が直接、採用・任命する。
学校用務員が加入する職員団体（労働組合）も、教育現場で一般的な教職員組合ではなく、各市町村の公務員労組となっている。
ただ、最近では嘱託職員や臨時職員、民間企業からの人材派遣労働などの非正規雇用による用務員も増えてきている。

## 学校用務員が差別的に捉えられた事例
1976年から週刊少年マガジンに連載されていた新田たつおの『ガクエン遊び人』に、校長先生が小使いさん（学校用務員）に降格されるという、採用体系からしてありえない表現があり、次号には謝罪文が掲載された。
1990年には、週刊少年ジャンプ連載の『燃える!お兄さん』で、余剰教師となった早見が用務員に格下げされ「昨日までは先生だったが、今日からはただの働くオッサンだ」「もう今日から教員ではないのだから何をいっても構わない」と主人公の国宝らから罵倒・暴行されるという話が掲載された。その後、主人公はその用務員から反撃され「用務員にこき使われる立場」と、さらにひどい境遇になるというオチだった。自治労など用務員が所属する労働組合の抗議が発生し、それを受けて集英社は当該号の回収に追いこまれた。